# Jürg Grau
Jürg Grau (* 22. Juni 1943 in Zürich; † 20. März 2007) war ein Schweizer Schauspieler, Stadtplaner und Jazzmusiker (Trompete, Gitarre).

## Leben und Wirken
Grau interessierte sich zunächst für die Schauspielerei und wirkte als Schüler in zwei Filmen von Kurt Früh mit: „Oberstadtgass“ (1956) und „Bäckerei Zürrer“ (1957). Dann entschied er sich aber für die Jazzmusik und erlernte als Autodidakt Trompete. Er spielte zunächst Dixieland und Swing und wechselte dann zum Hard Bop und beeinflusst durch Remo Rau und Irène Schweizer, mit denen er spielte, zum Free Jazz, ohne sich jedoch stilistisch festzulegen. So war er in den 1960er Jahren Mitglied des Globe Unity Orchestra, trat aber 1970 einerseits mit Franco Ambrosetti und George Gruntz auf dem Jazz Festival Montreux auf, andererseits mit Irène Schweizer, Pierre Favre und Trevor Watts auf dem Jazzfestival Frankfurt. Da ihm im freien Jazz der Groove fehlte, lernte er zu dieser Zeit Gitarre (die er dann zusätzlich zur Trompete spielte). Mit Franz Biffiger gründete er die an Frank Zappa orientierte Band ZUE, die auch auf Vernissagen von Jean Tinguely und Bernhard Luginbühl auftrat und quer durch die Stile spielte, bevor sich aus ihr die Gruppe Orgon entwickelte. Auch spielte er mit Christy Doran, Fredy Studer, Hans Koch, Martin Schütz, La Lupa, Matthias Ziegler, Jürg Wildberger, Urs Voerkel, Co Streiff, Two Tunes, DJ Populist und mit seiner Grau-Bänd.
Neben seinen musikalischen Aktivitäten unterzog Grau sich einem Architekturstudium; er war hauptberuflich im Tiefbauamt von Zürich tätig, wo er als Stadtplaner zuletzt für die Gestaltung der öffentlichen Plätze verantwortlich war. Weiterhin engagierte er sich u. a. für den Jazzclub „Moods“, dessen erster Präsident er war.

## Diskographische Hinweise
- Wiebelfetzer live (mit Runo Ericksson, John Tchicai, Ole Thilo, Irène Schweizer, Stephan Wittwer, Peter Warren, Gogo Thalmann, Beat Kennel, Fredy Studer, Düde Dürst, Anne Christiansen, 1971)
- Grau-Bänd Gras Grün (mit Nat Su, Yves Ferrand, Chris Wiesendanger, Herbie Kopf, Kaspar Rast, 1992)
- No no diet bang: Leichenschmaus (1994)